# Scopula limburgensis
Scopula limburgensis là một loài bướm đêm trong họ Geometridae.